# Ford Trophy 2018/19
Die Ford Trophy 2018/19 war die 48. Austragung der nationalen List-A-Cricket-Meisterschaft in Neuseeland. Der Wettbewerb wurde zwischen dem 24. Oktober und dem 30. November 2018 zwischen den sechs neuseeländischen First-Class-Mannschaften ausgetragen. Im Finale konnte sich Wellington mit 3 Wickets gegen Otago durchsetzen.

## Format
Die sechs Mannschaften spielen in einer Gruppe je zweimal gegen jede der anderen Mannschaften. Für einen Sieg gibt es vier Punkte, für ein Unentschieden oder No Result zwei und für eine Niederlage keinen Punkt. Ein Bonuspunkt wird vergeben, wenn bei einem Sinn die eigene Run Rate die des Gegners um das 1,25-Fache übersteigt. Des Weiteren ist es möglich, dass Mannschaften Punkte abgezogen bekommen, wenn sie beispielsweise zu langsam spielen. Der Gruppenerste  qualifiziert sich  direkt für das Finale, der Gruppenzweite und -dritte bestreiten zuvor ein Halbfinale.

## Resultate

### Gruppenphase
Tabelle
| Teams              | Sp. | S | N | U | R | NR | BP | Ded | Punkte | NRR    |
| ------------------ | --- | - | - | - | - | -- | -- | --- | ------ | ------ |
| Otago              | 10  | 7 | 3 | 0 | 0 | 0  | 2  | 0   | 30     | −0.173 |
| Wellington         | 10  | 6 | 3 | 0 | 0 | 1  | 3  | 0   | 29     | +0.962 |
| Auckland           | 10  | 5 | 5 | 0 | 0 | 0  | 1  | 0   | 21     | −0.410 |
| Northern Districts | 10  | 4 | 4 | 0 | 0 | 2  | 0  | 0   | 20     | −0.285 |
| Central Districts  | 10  | 3 | 5 | 0 | 0 | 2  | 1  | 0   | 17     | +0.038 |
| Canterbury         | 10  | 2 | 7 | 0 | 0 | 1  | 1  | 0   | 11     | −0.197 |

## Halbfinale
| 27. November Scorecard | Auckland | Auckland 236 (47.5)              | – | Wellington 237-7 (48.1) |
|                        |          | Wellington gewinnt mit 3 Wickets |   |                         |

## Finale
| 30. November Scorecard | Dunedin | Otago 234-8 (50)                 | – | Wellington 235-7 (48.4) |
|                        |         | Wellington gewinnt mit 3 Wickets |   |                         |